# Italcantieri
Italcantieri – Cantieri Navali Italiani S.p.A. era una società italiana operante nel settore delle costruzioni navali mercantili e militari.
La società era completamente controllata dalla Fincantieri, la società finanziaria dell'IRI – Istituto per la Ricostruzione Industriale per la cantieristica navale.

## Storia
L'Italcantieri venne fondata il 22 ottobre 1966 a Trieste.
L'azienda era nata dall'integrazione delle attività cantieristiche già facenti capo all'Ansaldo di Genova, ai Cantieri Riuniti dell'Adriatico di Trieste ed alla Navalmeccanica di Napoli, società italiane già operanti nel settore della cantieristica navale.
La società era così articolata:
- Sede e direzione generale a Trieste
  - Cantiere navale di Monfalcone (GO)
  - Cantiere navale di Sestri Ponente (GE)
  - Cantiere navale di Castellammare di Stabia (NA)

Le sedi dei cantieri restano le stesse, ma gli uffici studi tecnici e progetti vengono riorganizzati, in pratica una fusione.
Nel 1973 entrò nell'area di influenza dell'Italcantieri la società Cantieri Navali del Tirreno e Riuniti e successivamente anche il Cantiere Navale Breda di Marghera (Venezia), che nel 1979 passò dall'EFIM al gruppo Fincantieri.
Nel 1976 l'Italcantieri possedeva partecipazioni in:
- Arsenale Triestino San Marco S.p.A. - Trieste
- Cantiere navale Luigi Orlando S.p.A. - Livorno
- Grandi Motori Trieste S.p.A. - Trieste
- Industria triestina gas compressi - Trieste

L'Italcantieri, nel 1984, venne totalmente inglobata nel gruppo Fincantieri.
Infatti il 30 giugno 1984 (ma con effetto dal 1º gennaio 1984) la Fincantieri – Società Finanziaria Cantieri Navali, assunse in proprio l'attività operativa, mentre in precedenza fungeva soltanto da holding finanziaria, incorporando per fusione otto società che prima controllava:
- l'Italcantieri di Trieste
- I Cantieri Navali del Tirreno e Riuniti
- la Grandi Motori Trieste
- l'Arsenale Triestino San Marco di Trieste
- il Cantiere navale di Marghera (Venezia)
- i Cantieri Navali ed Officine Meccaniche di Venezia
- il Cantiere Ansaldo di Livorno
- la Società per l’Esercizio dei Bacini Meridionali di Napoli

La Fincantieri, dopo la sua trasformazione in società operativa, era formata da quattro Divisioni:
- la Divisione Costruzioni Mercantili, con sede a Trieste e stabilimenti a Monfalcone (GO), Marghera (Venezia), Ancona, Castellammare di Stabia (NA), Sestri Ponente (GE)
- la Divisione Costruzioni Militari, con sede a Genova e stabilimenti a Riva Trigoso (GE) e Muggiano
- la Divisione Riparazioni Navali, con sede a Genova e stabilimenti a Trieste, Venezia, Taranto, Palermo, Napoli, e due a Genova
- la Divisione Motori Diesel, con sede a Trieste e stabilimenti a Trieste ed a Bari.

L'Italcantieri confluì integralmente nella Divisione Costruzioni Mercantili della Fincantieri, che era la più grossa delle quattro Divisioni, costituendone l'ossatura portante.